# Knock-out (sport)

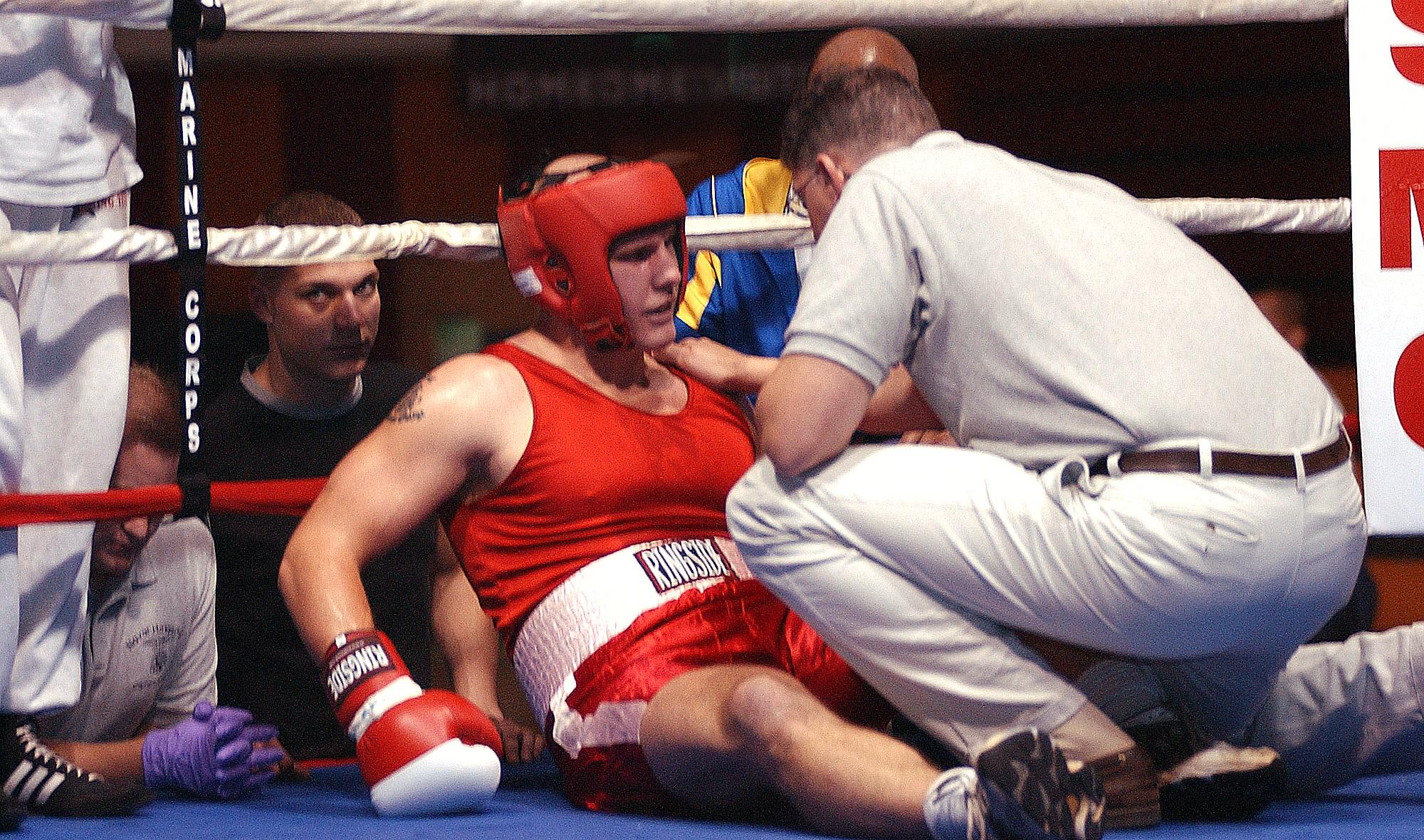
Een bokser is neergegaan en krijgt tien tellen

Knock-out (ook wel knockout en K.O.) is een wijze waarop een (full-contact) vechtsportwedstrijd beëindigd kan worden. De term wordt onder meer gebruikt in het boksen, kickboksen, Muay Thai, MMA en andere vechtsporten waarbij stoot- en traptechnieken komen kijken. Bij boksen krijgt men tien tellen en bij worstelen slechts drie.
Een knock-out wordt normaliter toegekend wanneer een op het canvas gelegen vechter binnen een gegeven tijdsbestek, meestal als gevolg van vermoeidheid, een blessure, evenwichtsverlies of bewusteloosheid, niet overeind kan komen om het gevecht te vervolgen.

## Fysieke kenmerken
Er is feitelijk weinig bekend over wat een knock-out veroorzaakt, de meesten zijn het erover eens dat het het gevolg is van een trauma aan de hersenstam. Dit gebeurt doorgaans wanneer het hoofd, als gevolg van een klap, snel draait. Het is een gangbare misvatting dat een knock-out wordt veroorzaakt door het afsnijden van de bloedtoevoer naar de hersenen, door druk die op de halsslagaders wordt uitgeoefend. Dit is hoe verwurging werkt. Het is een basisprincipe binnen de bokssport om deze kwetsbaarheid uit de weg te gaan, door het gezicht met hooggeheven handen te beschermen. 
Een balansverstoring zonder het bewustzijn te verliezen is een knock-down (down (neer) geslagen, maar niet out). Herhaalde (zware) stoten op het hoofd leiden geleidelijk tot hersenbeschadiging met alzheimer-symptomen, dementia pugilistica of boksersdementie genoemd, en in ernstige gevallen tot hersenbloeding of verlamming. Hierom raden veel artsen het af om sporten waarbij het risico op een knock-out bestaat te beoefenen.

## K.O. in een wedstrijd
In het boksen is er sprake van een knock-out wanneer een bokser is neergeslagen ('tegen het canvas is gegaan/geslagen') en niet in staat is om te vechten voordat de scheidsrechter tot tien (seconden) heeft geteld. Men moet echter bij acht reeds recht staan. 

### Technische knock-out
Een technische knock-out (T.K.O.) wordt toegekend als de scheidsrechter of een ander daartoe bevoegd persoon (zoals een ringarts, de vechter zelf of iemand uit de hoek van de bokser) beslist dat de vechter het gevecht niet kan vervolgen, ook al is hij binnen de gegeven tijd opgestaan. In het Verenigd Koninkrijk wordt hieraan gerefereerd als een 'opgave' of 'RSF' (Referee Stopped Fight, een door de scheidsrechter gestaakte wedstrijd).

### In MMA
In MMA (Mixed Martial Arts) verschillen de definities van een K.O. en een T.K.O. per bond en per regelgever. PRIDE hanteert in haar regels de knock-out niet als een wijze waarop een wedstrijd gewonnen kan worden, maar kent in plaats daarvan een technische knock-out toe wanneer de scheidsrechter van mening is dat een vechter niet in staat is het gevecht voort te zetten. Volgens de Unified Rules of Mixed Martial Arts, de de facto-standaard voor MMA-regulering in de VS, is een K.O. 'het niet van het canvas kunnen opstaan'. In Pancrase wordt een knock-out toegekend wanneer de deelnemer het bewustzijn verliest en een technische knock-out wanneer de scheidsrechter of juryleden een vechter niet in staat achten het gevecht voort te zetten.